# Dick Scherpenzeel Prijs
Der Dick Scherpenzeel Prijs ist ein niederländischer Preis, der für journalistische Werke vergeben wird, die Entwicklungsprozesse in nichtwestlichen Staaten oder den Nord-Süd-Konflikt im Allgemeinen in besonders informativer Weise darstellen. Namensgeber des Preises ist der Journalist Dick Scherpenzeel (1923–1973).
Der Preis verteilt sich auf drei Kategorien:
| Pressepreis    | seit 1975 | für Werke aus den Printmedien, dem Radio und Fernsehen | mit 4.454 Euro dotiert |
| Fotopreis      | seit 2000 | sowohl für Einzelfotos als auch Reportagen             | mit 4.454 Euro dotiert |
| Studentenpreis | seit 1997 |                                                        | mit 1.145 Euro dotiert |

Nachdem der Preis in den Jahren 1982 bis 1990 nicht vergeben worden war, rief der vormalige Minister für Entwicklungszusammenarbeit Jan Pronk 1991 die Dick Scherpenzeel Stichting ins Leben, die seitdem den Preis vergibt. Die Mitglieder der Jury werden von dem jeweils amtierenden Nachfolger Pronks benannt.

## Preisträger
Pressepreis
- 1975: Harry Lockefeer und Jan van der Putten (de Volkskrant)
- 1976: Redaktion Kenmerk (IKON)
- 1977: Sietse Bosgra
- 1978: Joris Ivens
- 1979: Nico Kussendrager (Trouw)
- 1980: Derde Sprekersserie (NOVIB)
- 1981: IKON-Radioprogramme „Kleur en Een andere wereld“, sonntagmorgens gesendet (nicht angenommen)
- 1982–1990 nicht vergeben
- 1991: Jan Kees van der Werk
- 1992: Michael Stein (NRC Handelsblad)
- 1993: Els de Temmerman
- 1994: Jeroen Akkermans
- 1995: Auslandsredaktion der VPRO
- 1996: Koert Lindijer (Afrikakorrespondent des NRC Handelsblad)
- 1997: Marc Broere und Roy van der Drift
- 1998: Rob Hof
- 1999: Inlandsredaktion von De Groene Amsterdammer
- 2000: VPRO und Duco van Tellegen
- 2001: Roel van Broekhoven (DNW/VPRO)
- 2002: Jos Kool (Het Kontakt)
- 2003: Patrick Lodiers
- 2004: Raoul de Jong
- 2005: Dick Wittenberg
- 2006: Joris Luyendijk
- 2007: Jacqueline Maris
- 2008: Tjitske Lingsma
- 2009: Ilse und Femke van Velzen
- 2010: Joeri Boom

Fotopreis
- 2000: Kadir van Lohuizen
- 2001: Ad van Denderen
- 2002: Jan Banning
- 2003: Bonet
- 2004: Kadir van Lohuijzen
- 2005: Jan Banning
- 2006: Sven Torfinn
- 2007: nicht vergeben
- 2008: nicht vergeben

Studentenpreis
- 1997: Helma van de Vondervoort und Miepje Commandeur
- 1998: nicht vergeben
- 1999: Thomas Erdbrink
- 2000: nicht vergeben
- 2001: Silvia Vázquez
- 2002: Paul Gevers
- 2003: Mirjam van den Berg
- 2004: Alexandra Indaco
- 2005: Judith van der Kooij
- 2006: nicht vergeben
- 2007: Marten Blankesteijn und Geert Jan Hahn
- 2008: Cas van Kleef
- 2010: Ana van Es

## Sonstiges
Der Preisträger des Pressepreises von 1992, Michael Stein vom NRC Handelsblad, verschenkte sein Preisgeld demonstrativ für den Kauf von Waffen zugunsten der bosnischen Muslime in ihrem Kampf gegen die Serben zur Zeit des Bosnienkriegs.